# Nota de 5 euros
A cédula de cinco euros (€5) é a nota de euro de menor valor e tem sido usada desde a introdução do euro (em sua forma em espécie) em 2002.
A cédula é usada nos 22 países que têm o euro como única moeda (20 deles a adotando legalmente); com uma população de cerca de 332 milhões.
É a menor cédula, medindo 120x62mm e tem um esquema de cor cinza. As notas de cinco euros retratam pontes e arcos/portais em arquitectura clássica (do século V).
A cédula de cinco euros contém inúmeros recursos de segurança complexos como marcas d'água, tinta invisível, hologramas e microimpressões que provam sua autenticidade. Em setembro de 2011, havia cerca de 1.507.467.000 (um bilhão, quinhentos e sete milhões, quatrocentos e sessenta e sete mil) cédulas de cinco euros em circulação em toda a Zona Euro.

## História

### Antes da introdução
O euro foi estabelecido em 1 de janeiro de 1999, quando veio a ser a moeda de mais de 300 milhões de pessoas na Europa. Durante os primeiros três anos de sua existência, o euro foi uma moeda invisível, usada apenas em contabilidade. O euro em espécie não foi introduzido até 1 de janeiro de 2002, quando substituiu as notas e moedas de 12 países da Zona Euro, como, por exemplo, o marco alemão e o xelim austríaco.

### Depois da introdução
O período de transição durante o qual as antigas notas e moedas foram trocadas pelas do euro durou cerca de dois meses, até 28 de fevereiro de 2002. A data oficial em que as moedas nacionais deixaram de ter curso legal variou de estado-membro para estado-membro. A que mais se estendeu foi na Alemanha, onde o marco deixou oficialmente de ser legal em 31 de dezembro de 2001, embora o período de troca tenha durado por mais dois meses. Mesmo depois que as antigas moedas deixaram de ter valor legal, elas continuaram a ser aceitas pelos bancos centrais nacionais por períodos que variam de dez anos até sempre.

### Mudanças
Até os dias de hoje só houve uma série de cédulas de euro, entretanto uma segunda série esteja prevista para ser introduzida nos próximos anos. A emissão  rubricadas das notas tem a assinatura do presidente do Banco Central Europeu, Wim Duisenberg, que foi substituído em 1 de novembro de 2003 por Jean-Claude Trichet, cuja assinatura aparece nas edições seguintes.

## Desenho

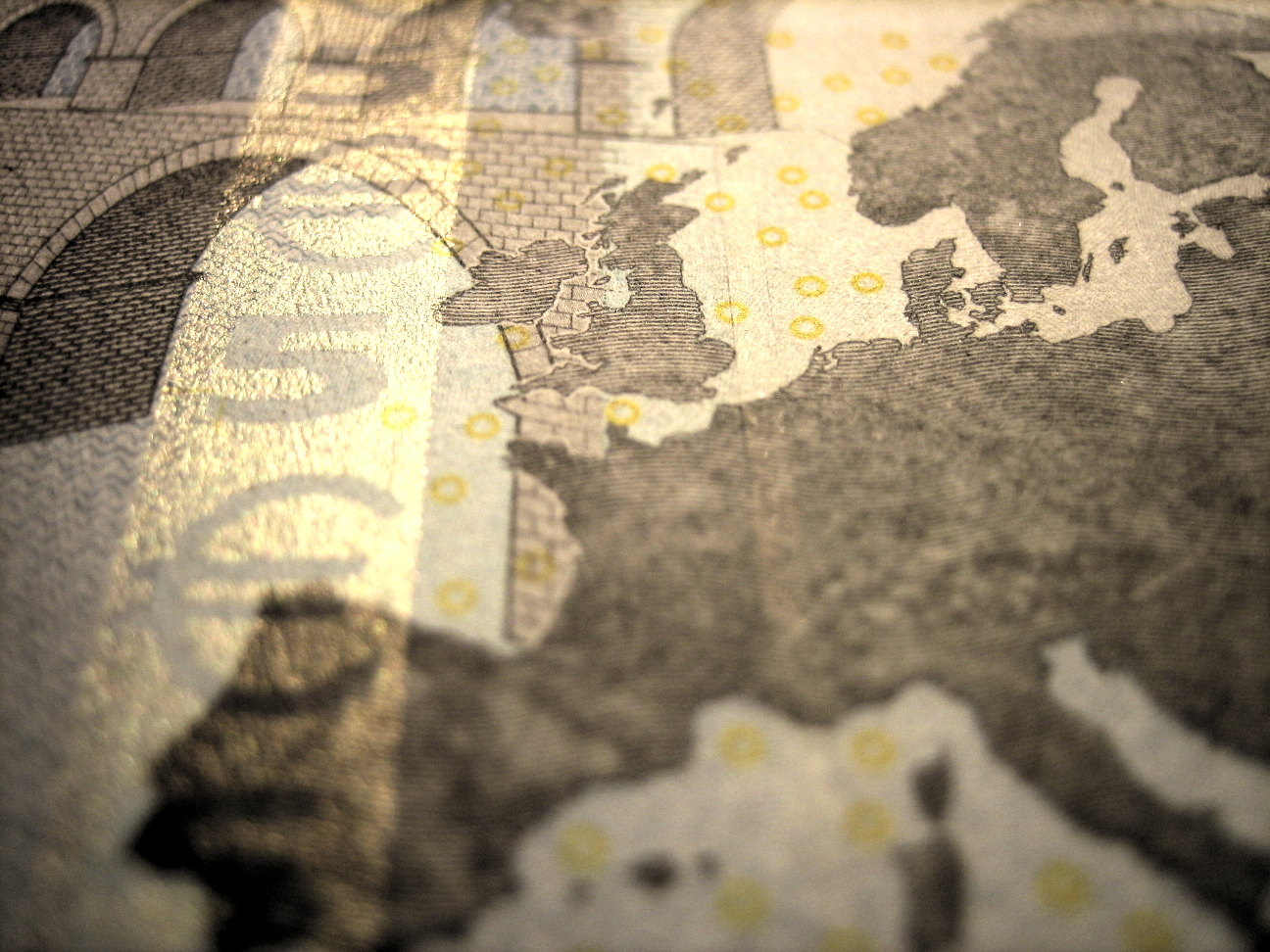
Close up do reverso; um mapa da Europa e uma ponte da era clássica

A cédula de cinco euros é a menor com 120x42mm, com um esquema de cor cinza. Todas as cédulas retratam pontes, arcos ou portais em um estilo europeu histórico diferente; a nota de cinco euros exibe a era clássica (do século V). Embora os projetos originais de Robert Kalina tivessem a intenção de mostrar monumentos reais, por razões políticas a ponte e a arte são exemplos meramente hipotéticos de arquitetura.
Como todas as notas de euro, ela contém a denominação, a bandeira da União Europeia, a assinatura do presidente do BCE e as iniciais do banco em diferentes idiomas da UE, uma representação dos territórios ultramarinos da UE, as estrelas da bandeira da UE e os doze recursos de segurança listados abaixo.

### Recursos de segurança

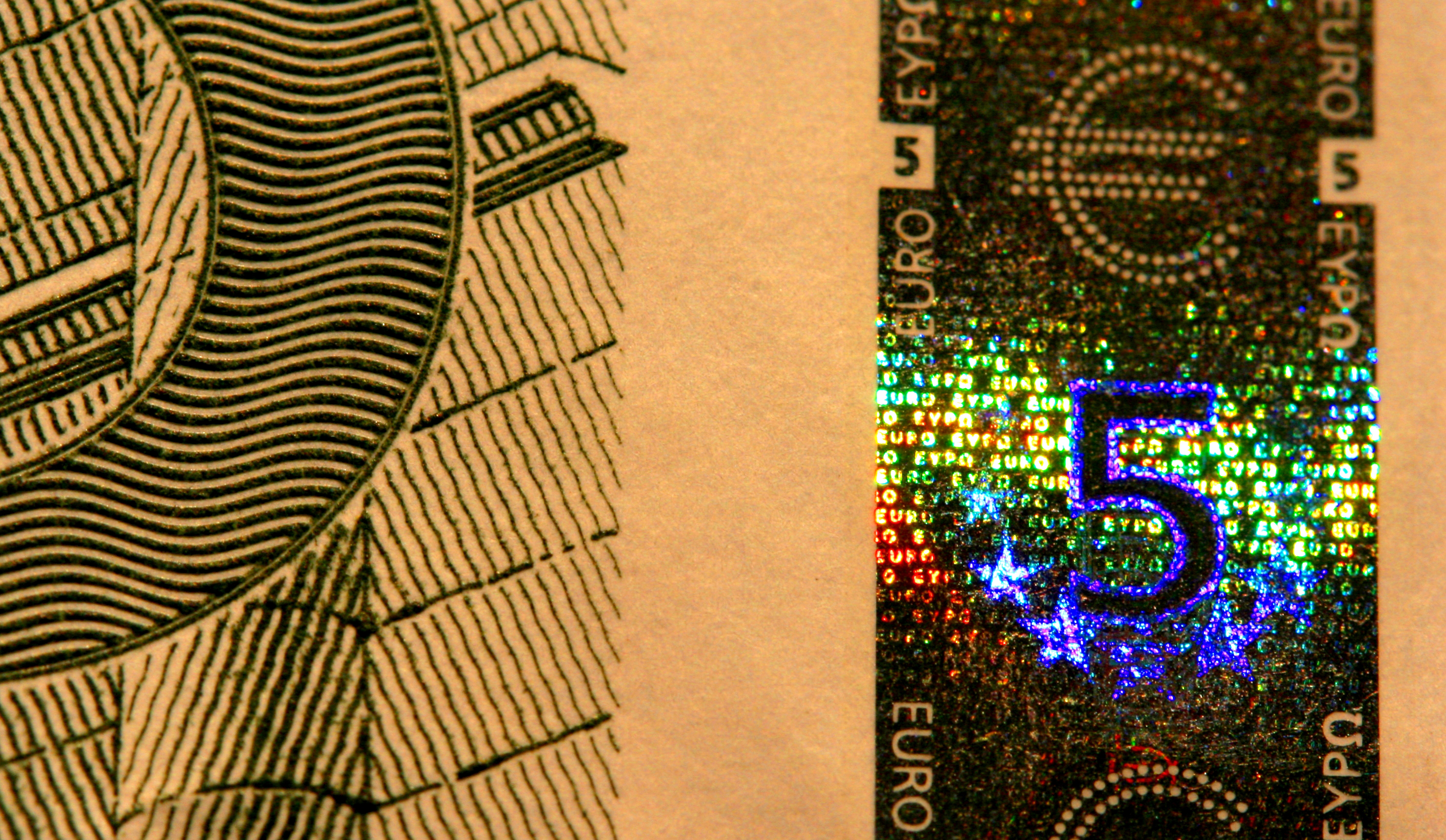
Banda holográfica na cédula de cinco euros

Por ser a cédula de menor valor, os recursos de segurança dessa nota não são tantos quanto nas outras. No entanto, ela é protegida por uma holografia, uma constelação da EURion, marca d'água, impressão em relevo, um fio de segurança, código de barras e um número de séries.

## Circulação
Em setembro de 2011, havia aproximadamente 1.507.467.000 cédulas de €5 em circulação na Zona Euro.  O que soma aproximadamente €7.537.335.100 em notas de €5. O Banco Central Europeu está a acompanhar atentamente a circulação e o estoque de moedas e cédulas de euro. Esta é uma tarefa do Eurosystem para assegurar uma oferta eficiente e harmoniosa de notas de euro para manter suas integridade por toda a área do euro.

## Impacto ambiental
Como uma instituição favorável ao meio ambiente, o BCE se esforça para fazer um uso sensato dos recursos naturais, para manter a qualidade do mundo e para salvar a saúde das pessoas na produção e fornecimento de notas de euro.
As cédulas de euro são seguras para o uso: resultados de testes independentes confirmaram que o euro observa o cumprimento de todos os regulamentos da União Europeia, incluindo uma grande variedade de substâncias químicas em cédulas de euro. Todas as substâncias nas notas têm mostrado uma concentração de abaixo de qualquer limite.

## Rastreamento
Existem várias comunidades de pessoas a nível europeu que, como um hobby, mantêm o controle das cédulas que passam por suas mãos, e sabem por onde elas viajaram usando o EuroBillTracker. O objetivo é registrar tantas cédulas quanto possível, a fim de saber detalhes sobre sua propagação, como de onde e para onde viajam em geral, segui-las, como onde uma cédula foi vista em particular, e gerar estatísticas e rankings, por exemplo, em quais países há mais notas. EuroBillTracker registrou mais de 96 milhões de cédulas em outubro de 2011, no valor de mais de €1,876 bilhões.